# Großsteingrab Søsum By 2
Das Großsteingrab Søsum By 2 (auch Runddysse von Færgegården) ist eine megalithische Grabanlage der jungsteinzeitlichen Nordgruppe der Trichterbecherkultur aus dem Kirchspiel Stenløse in der dänischen Kommune Egedal. Es wurde 1959 archäologisch untersucht und 1998 ins Frederikssund Museum umgesetzt.

## Lage
Das Grab lag ursprünglich ostsüdöstlich von Søsum und nordwestlich des Hofs Sigersdal am Rand eines baumbestandenen Areals. Nur wenige Meter östlich lag ein im 19. Jahrhundert zerstörter Langhügel (Nr. 010605-17), bei dem keine Hinweise auf megalithische Bauelemente vorliegen. In der näheren Umgebung gibt bzw. gab es zahlreiche weitere megalithische Grabanlagen.

## Forschungsgeschichte
In den Jahren 1875, 1921 und 1942 führten Mitarbeiter des Dänischen Nationalmuseums Dokumentationen der Fundstelle durch. 1959 erfolgte im Auftrag des Nationalmuseums eine archäologische Grabung unter Leitung von D. Ørsnes. Im Anschluss wurde die Grabkammer der Anlage um 125 m nach Westsüdwesten versetzt. 1998 wurde die Kammer dann schließlich in den zum Frederikssund Museum gehörenden Færgegården umgesetzt.

## Beschreibung

### Architektur
Die Anlage besaß eine runde Hügelschüttung mit einem ursprünglichen Durchmesser von etwa 10 m und einer Höhe von 1,8 m. Im Bericht von 1942 wird für den Hügel eine Länge von 9 m, eine Breite von 6 m und eine Höhe von 2 m angegeben. Der untere Teil der Hügelschüttung besteht aus einem Sand-Erde-Gemisch, das mit größeren Steinen durchsetzt ist. Eine steinerne Umfassung wurde nicht festgestellt.
Der Hügel enthielt eine Grabkammer, die als Urdolmen anzusprechen ist. Sie ist nord-südlich orientiert und hat einen rechteckigen Grundriss. Sie hat eine Länge von 1,8 m, eine Breite von 1,2 m und eine Höhe von 1,7 m. Die Kammer besteht aus je einem Seitenstein im Norden, Osten und Westen sowie einem Eingangsstein an der Südseite. Auf den Wandsteinen ruht ein großer Deckstein. In den Lücken zwischen den Wandsteinen wurde Trockenmauerwerk aus Steinplatten festgestellt. Der Kammerboden wies ein Pflaster auf.
Im Hügel wurden außerdem zwei Nachbestattungen gefunden: Bei der ersten handelte es sich um ein Erdgrab der Periode II der Nordischen Älteren Bronzezeit (1500–1300 v. Chr.), beim zweiten um ein Urnengrab der älteren Eisenzeit.

### Funde
Bei der Grabung von 1959 wurde im modern aufgeschütteten Boden bei dem Grab ein Feuerstein-Beil gefunden.